# Pogrom di Dorohoi
Il pogrom di Dorohoi è avvenuto nel 1º luglio 1940, nella città di Dorohoi in Romania, per mano di alcune unità militari rumene contro gli ebrei locali: secondo un rapporto ufficiale rumeno, furono assassinati 53 ebrei e ci furono decine di feriti; secondo gli ebrei della città, il numero di vittime era compreso tra 165 e 200. Questi atti furono commessi prima che la Romania entrasse nella seconda guerra mondiale, prima che diventasse alleata della Germania e prima che l'esercito tedesco entrasse nel paese.
Sebbene il governo rumeno avesse preso provvedimenti contro gli ebrei, comprese le leggi antisemite e il sequestro di proprietà ebraiche, queste azioni militari contro gli ebrei non furono approvate dal governo; quando il comando militare scoprì la cospirazione contro gli ebrei, furono inviate truppe per porre fine agli abusi. Gli autori, tuttavia, non sono stati puniti.

## Storia
Il patto Molotov-Ribbentrop dell'agosto 1939, diede all'Unione Sovietica il via libera per riprendersi la Bessarabia nel giugno 1940 (vedi Ultimatum sovietico del giugno 1940 con la successiva occupazione sovietica della Bessarabia e della Bucovina settentrionale).
Durante il ritiro dell'esercito rumeno dalla Bessarabia, alcuni dei residenti locali hanno manifestato la loro gioia, sono documentati anche attacchi ai soldati da parte della popolazione del posto; vari rapporti parlano di attacchi ai soldati in ritirata da parte degli ebrei, anche se la veridicità di alcuni di questi rapporti è stata messa in dubbio. Da notare che, sebbene i rapporti li definissero tutti come "ebrei", tra i celebratori e gli aggressori c'erano ucraini, russi, filo comunisti, criminali appena rilasciati, e rumeni etnici. Questi rapporti, a prescindere dalla loro veridicità, hanno incitato molti rumeni contro gli ebrei rafforzando il sentimento antisemita esistente.
Il popolo rumeno è stato traumatizzato e frustrato abbandonando queste aree senza una guerra e la posizione del regime si è notevolmente indebolita. Il governo ha fatto da capro espiatorio agli ebrei, con il sostegno della stampa:
I rumeni incitati, in particolare i soldati rumeni, cercavano un modo per vendicarsi degli ebrei. Nel 1930, la popolazione di Dorohoi era di 15.866 persone, di cui 5.788 erano ebrei. Sebbene gli ebrei locali avessero già da tempo sofferto l'antisemitismo, il passaggio dei rifugiati rumeni diffuse ulteriori storie di intrighi degli ebrei contro i rumeni, facendo crescere ancor più il sentimento antisemita.

## Preparativi per il pogrom
Il 30 giugno 1940, i soldati delle due brigate di stanza nella zona andarono di porta in porta avvertendo gli abitanti rumeni della "vendetta" che stava per avvenire contro gli ebrei. I cristiani posizionarono delle icone religiose sulle loro finestre, o disegnarono croci sulle loro case o innalzato bandiere nazionali rumene, per far sapere ai rivoltosi di non far loro del male. In città si sparse la voce che sarebbe stato consentito fare del male agli ebrei per 24 ore.

## Il pogrom
In un incidente tra militari rumeni e sovietici a Herca, nella vicina Dorohoi, i sovietici uccisero un ufficiale rumeno e un soldato ebreo-rumeno, Iancu Solomon, che stava cercando di difendere l'ufficiale. I due furono sepolti in funerali separati.
Al funerale di Solomon fu inviato un plotone di esecuzione, composto da 10 soldati ebrei dei battaglioni di stanza nelle vicinanze. Al funerale hanno partecipato anche alcuni ebrei locali, subito dopo che la bara è stata calata nella tomba, si sono sentiti molti spari e gli ebrei locali sono corsi a nascondersi nella locale stanza di pulizia. I soldati ebrei, voltandosi verso i cancelli del cimitero, furono circondati dai soldati del 3º battaglione di pattuglia di frontiera, comandato da un colonnello. Gli ebrei videro i soldati ebrei disarmati e spogliati delle loro uniformi.
Sono stati messi contro il muro del cimitero e fucilati dai soldati rumeni, di questi fucilati, sette furono uccisi sul colpo e tre feriti. I rumeni hanno lasciato un fucile mitragliatore nelle mani del già morto Emil Bercovici, il soldato ebreo anziano, per far in modo si credesse all'idea che avesse iniziato a sparare per primo sui rumeni.
Molti soldati rumeni, comandati da un tenente, hanno rimosso gli ebrei dalla stanza di pulizia usando violenza e minacce. Sono stati condotti in un fosso fuori dal cimitero. Due vecchi e un bambino sono riusciti a scappare prima che iniziasse la sparatoria. I soldati hanno continuato a dare la caccia agli ebrei nascosti nel cimitero con l'aiuto del custode rumeno del luogo.
Contemporaneamente, alcuni soldati guidati da ufficiali e sergenti maggiori irruppero in città gridando "i bolscevichi stanno arrivando". I soldati hanno violentato, derubato, torturato e ucciso ebrei per 24 ore. La vita di molti è stata salvata grazie alla grande attenzione che i soldati hanno riservato alle rapine. Furono commessi molti atti di crudeltà, tra cui:
- Avraham Calmanovici è stato ucciso dopo aver subito l'evirazione.
- Una vecchia coppia di nome Elli e Feiga Reizel è stata assassinata dopo che le loro orecchie erano state tagliate.
- Rivka Croitoru ha avuto i suoi seni amputati.
- Hershko Croitoru si è fatto versare benzina sulla barba, che è stata poi incendiata.

La vita del capo della comunità ebraica locale, il dottor Isac Axler, è stata salvata dopo che è riuscito a dimostrare ai soldati fermando la sua carrozza che era stato congedato dall'esercito rumeno con il grado di colonnello, e ha ricevuto due medaglie di valore.
Gli ebrei che camminavano per le strade sono stati fermati dagli ufficiali, hanno fatto controllare i loro documenti e, quando la loro identità ebraica è stata confermata, sono stati assassinati.
A questo punto, la 29ª brigata di fanteria locale, che non era a conoscenza del complotto dell'omicidio, intervenne per pattugliare la città e ristabilire l'ordine. Dopo che i rumeni locali hanno gridato ai soldati e detto loro che gli ebrei stavano sparando contro i soldati, il tenente Vasile Isăceanu ha preso "misure precauzionali": ha ordinato a dieci soldati ebrei, disarmati delle loro armi, di marciare davanti all'unità. Ben presto i soldati dell'unità si unirono alla persecuzione degli ebrei, arrestandoli con false accuse di aver sparato ai soldati. Il vice comandante del battaglione, Stino, ha impedito ai soldati di giustiziare gli ebrei detenuti e ha salvato da morte certa 20 soldati ebrei, già denudati e in attesa di essere giustiziati.
Un acquazzone ha fermato le uccisioni, ma non i saccheggi. Alcuni rom locali si sono uniti ai saccheggi, hanno rubato quanto potevano dalle case degli ebrei e hanno ringraziato i soldati con canti e balli.
Il pogrom è stato fermato per ordine del generale Constantin Sănătescu, che ha scoperto questi eventi casualmente vedendo gli ebrei feriti. Ha ordinato al colonnello Ilasievici di indagare sulla questione.

## La versione ufficiale
Il 2 luglio, il giorno seguente il pogrom, il capo di stato maggiore dell'esercito rumeno ha riferito che la 3ª brigata "si è vendicata" sugli ebrei, a causa delle difficoltà che avevano avuto con gli ebrei della Bessarabia. Secondo il suo rapporto, i soldati uccisero quattro ebrei, ferirono 15 e saccheggiarono diversi negozi.
Il procuratore militare dell'8º corpo d'armata ha guidato un comitato per indagare sui fatti, con la partecipazione di medici e rappresentanti del comune. Il 3 luglio, il procuratore militare ha trovato 50 cadaveri non identificati, tra cui 11 donne, cinque bambini e sei soldati ebrei non locali. Il pubblico ministero non ha determinato l'identità degli assassini e ha stabilito solo che le morti erano il risultato di ferite da arma da fuoco. I corpi furono seppelliti rapidamente, a causa dello stadio avanzato di decomposizione in cui si trovavano. Ufficialmente, è stato stabilito che 53 ebrei erano stati assassinati, ma gli ebrei sostenevano, secondo i registri della comunità, che il numero delle vittime era tra 165 e 200. I corpi nel fosso fuori dal cimitero non sono stati riesumati dalla fossa comune e non sono quindi stati conteggiati.
Il capo della polizia locale, Gheorghe Pamfil, ha redatto un rapporto descrivendo un "evento di scaramuccia" che ha provocato la morte di alcuni ebrei.
Gli ufficiali della 3ª brigata furono trasferiti in altre posizioni e la brigata lasciò la città con le sue carrozze piene di bottino. Tra i beni saccheggiati c'erano alcuni barattoli di vernice non adeguatamente sigillati, e il percorso del convoglio rimase segnato con la vernice rubata agli ebrei.